# Slovak Open 2006
Lo Slovak Open 2006 è stato un torneo di tennis facente parte della categoria ATP Challenger Series nell'ambito dell'ATP Challenger Series 2006. Il torneo si è giocato a Bratislava in Slovacchia dal 6 al 12 novembre 2006 su campi in cemento indoor.

## Vincitori

### Singolare
Michal Mertiňák ha battuto in finale  Lukáš Dlouhý con il punteggio di 7–6(4), 6–4.

### Doppio
Eric Butorac /  Travis Parrott hanno battuto in finale  Jordan Kerr /  Jamie Murray con il punteggio di 7–5, 6–3.